# Kellan Lutz
Kellan Christopher Lutz (Dickinson, Észak-Dakota, 1985. március 15. –) amerikai modell és színész.
Elsősorban az Alkonyat-filmekből ismert, melyekben Emmett Cullen szerepét alakítja.

## Gyermekkora
Lutz az észak-dakotai Dickinsonban született. Egy lány- és hat fiútestvére van, ő a középső gyermek a családban.  Érettségi után Kaliforniába költözött, hogy a Chapman University-n tanulhasson vegyészmérnöknek. Később úgy döntött, hogy inkább a színészi karrierjét építi.

## Pályafutása

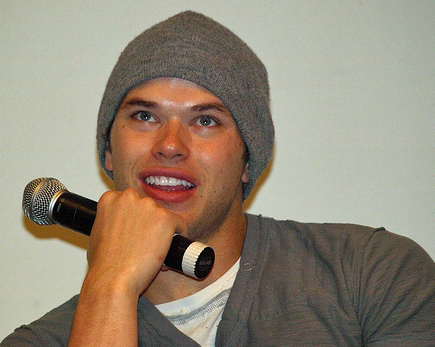
Lutz egy Alkonyat-találkozón 2009 februárjában

Lutz számos tévésorozatban szerepelt. Első tévés szerepét egy Model Citizens című hétrészes valóságshow-ban kapta, amelyben modellek szerepeltek. Ezután 2004 és 2007 között kisebb szerepei voltak a Gazdagok és szépek (The Bold and the Beautiful), a CSI: New York-i helyszínelők (CSI: NY), a Sírhant művek (Six Feet Under), a Mindig nyár (Summerland), a CSI: A helyszínelők (CSI: Crime Scene Investigation) és a Hősök (Heroes) című tévésorozatokban. 2005-ben visszatérő szereplőként játszott A visszatérés (The Comeback) című sorozatban. A 2008-as Gyilkos megszállás című hétrészes minisorozatban Jason Lilley tizedest formálta meg. A 90210 című tinidrámában vendégszereplőként jelent meg hat epizódban 2008 és 2009 között.
Lutz filmes karrierjét kisebb szerepekkel kezdte a 2006-os Talajfogás (Stick It), a szintén 2006-os Felvéve (Accepted) és a 2007-es Szalagavató (Prom Night) című filmekben. Az áttörést hozó szerepét Stephenie Meyer Alkonyat (Twilight) című regényének azonos című filmfeldolgozásában kapta. Emmett Cullen szerepét játszva visszatért az Alkonyat-filmsorozat többi négy részében is. A második részben nyújtott alakításáért Teen Choice-díjat is kapott, mint a legjobb férfi mellékszereplő. 2010-től több filmben is kapott jelentősebb szerepet: a Rémálom az Elm utcában (A Nightmare on Elm Street) című filmben, melyben Dean Russell szerepét játszotta; az A Warrior's Heart című filmben, melyben újra együtt játszott az Alkonyat másik sztárjával és közeli barátjával, Ashley Greene-nel; és a Love, Wedding, Marriage című filmben, melyben pedig Mandy Moore oldalán játszott főszerepet. 2011-ben még fog szerepelni az Arena és az Immortals című filmekben, az utóbbi filmben Poszeidónt formálja meg.
2006-ban szerepelt Hilary Duff With Love... Hilary Duff nevű illatának reklámjában, majd 2007-ben a „With Love" című slágerének videóklipjében is. 2008-ban még egy videóklipben szerepelt, amely a Hinder nevű együttes „Without You" című számához készült.
Lutz jelenleg a Ford Models ügynökségnél van leszerződtetve. Egyike volt a 2010-es Calvin Klein X fehérnemű-kampány modelljeinek.

## Magánélete
Lutz szabadidejében szívesen extrém gördeszkázik, testet edz, fut, baseballozik, kosárlabdázik, lacrosse-ozik, úszik, teniszezik, racquetballozik, tollaslabdázik, síel, snowboardozik, táncol, és még számos más sportot űz. Nagyon szereti a horrorfilmeket.
Lutz támogatja a PETA állatvédő szervezetet. Szerepelt is egy olyan videóban, amely arra hívja fel a figyelmet, hogy az állatok megvásárlása helyett inkább fogadják örökbe őket. New Orleans újjáépítését is támogatja, leginkább a St. Bernard Projecttel együtt.

## Filmográfia

### Film
| Év   | Magyar cím                           | Eredeti cím                                  | Szerep                | Magyar hang     |
| ---- | ------------------------------------ | -------------------------------------------- | --------------------- | --------------- |
| 2006 | Talajfogás                           | Stick It                                     | Frank                 | Szvetlov Balázs |
| 2006 | Felvéve                              | Accepted                                     | Dwayne                | Előd Álmos      |
| 2007 |                                      | Ghosts of Goldfield                          | Chad                  |                 |
| 2008 | Szalagavató                          | Prom Night                                   | Rick Leland           | Dunai Mihály    |
| 2008 | A fagy fogságában                    | Deep Winter                                  | Mark Rider            | Markovics Tamás |
| 2008 | Alkonyat                             | Twilight                                     | Emmett Cullen         | Nagypál Gábor   |
| 2009 | Elfeledettek                         | The Forgotten Ones                           | Jake                  | Előd Botond     |
| 2009 | Alkonyat – Újhold                    | The Twilight Saga: New Moon                  | Emmett Cullen         | Nagypál Gábor   |
| 2010 |                                      | Meskada                                      | Eddie Arlinger        |                 |
| 2010 | Rémálom az Elm utcában               | A Nightmare on Elm Street                    | Dean Russell          | Szabó Máté      |
| 2010 | Alkonyat – Napfogyatkozás            | The Twilight Saga: Eclipse                   | Emmett Cullen         | Nagypál Gábor   |
| 2011 |                                      | A Warrior's Heart                            | Conor Sullivan        |                 |
| 2011 | Szemenszedett boldogság              | Love, Wedding, Marriage                      | Charlie               | Szabó Máté      |
| 2011 | Aréna                                | Arena                                        | David Lord            | Csőre Gábor     |
| 2011 | Halhatatlanok                        | Immortals                                    | Poszeidón             | Előd Álmos      |
| 2011 | Alkonyat: Hajnalhasadás – 1. rész    | The Twilight Saga: Breaking Dawn – Part 1    | Emmett Cullen         | Nagypál Gábor   |
| 2012 | Alkonyat: Hajnalhasadás – 2. rész    | The Twilight Saga: Breaking Dawn – Part 2    | Emmett Cullen         | Nagypál Gábor   |
| 2013 | Szirup                               | Syrup                                        | Sneaky Pete           |                 |
| 2013 | Tarzan                               | Tarzan                                       | Tarzan                | Láng Balázs     |
| 2013 | Java Heat – Tüzes pokol              | Java Heat                                    | Jake Traver           | Szabó Máté      |
| 2014 | The Expendables – A feláldozhatók 3. | The Expendables 3                            | John Smilee           | Papp Dániel     |
| 2014 | Herkules legendája                   | Hercules: The Legend Begins                  | Hercules              | Nagy Ervin      |
| 2015 | Mentőakció                           | Extraction                                   | Harry Turner          | Szabó Máté      |
| 2015 |                                      | Experimenter                                 | William Shatner       |                 |
| 2016 |                                      | Money                                        | Mark                  |                 |
| 2016 |                                      | Science Fiction Volume One: The Osiris Child | Sy Lombrok            |                 |
| 2018 | A múmia bosszúja                     | Guardians of the Tomb                        | Ridley                | Viczián Ottó    |
| 2018 | Halálos száguldás                    | Speed Kills                                  | Robbie Reemer         |                 |
| 2019 | Mi kell a férfinak?                  | What Men Want                                | A bolygó "baszigánya" | Pál Tamás       |
| 2022 |                                      | What Remains                                 | Troy                  |                 |

### Televízió
| Év        | Magyar cím                         | Eredeti cím                                     | Szerep                                 | Megjegyzések           |
| --------- | ---------------------------------- | ----------------------------------------------- | -------------------------------------- | ---------------------- |
| 2004      |                                    | Model Citizens                                  | önmaga                                 | versenyző              |
| 2004      | Gazdagok és szépek                 | The Bold and the Beautiful                      | Rob                                    | 1 epizód               |
| 2005      | CSI: New York-i helyszínelők       | CSI: NY                                         | Alex Hopper                            | 1 epizód               |
| 2005      | Sírhant művek                      | Six Feet Under                                  | Critter                                | 1 epizód               |
| 2005      | Mindig nyár                        | Summerland                                      | Fordie                                 | 2 epizód               |
| 2005      | A visszatérés                      | The Comeback                                    | Chris MacNess                          | 13 epizód              |
| 2007      | CSI: A helyszínelők                | CSI: Crime Scene Investigation                  | Chris Mullins                          | 1 epizód               |
| 2007      | Hősök                              | Heroes                                          | Andy                                   | 1 epizód               |
| 2008      | Gyilkos megszállás                 | Generation Kill                                 | Jason Lilley tizedes                   | minisorozat (7 epizód) |
| 2008–2009 | 90210                              | 90210                                           | George Evans                           | 6 epizód               |
| 2009      |                                    | Valley Peaks                                    | Kyle McBride                           | 2 epizód               |
| 2012      | Punk’d – SztÁruló                  | Punk'd                                          | önmaga                                 | vendég házigazda       |
| 2012      | A stúdió                           | 30 Rock                                         | önmaga                                 | 1 epizód               |
| 2014      |                                    | The High Fructose Adventures of Annoying Orange | Potadectes király / Pie-Clops (hangja) | 1 epizód               |
| 2015      |                                    | Bullseye                                        | önmaga                                 | házigazda              |
| 2019–2021 | FBI – New York különleges ügynökei | FBI                                             | Kenny Crosby különleges ügynök         | 3 epizód               |
| 2020–2021 |                                    | FBI: Most Wanted                                | Kenny Crosby különleges ügynök         | főszereplő (1–3. évad) |
| 2021      |                                    | FBI: International                              | Kenny Crosby különleges ügynök         | 1 epizód               |
| 2022      | Az igazság őrzői                   | The Guardians of Justice                        | Tsunami király                         | 7 epizód               |